# عمر السيد (حزب الله)
عمر السيد دخل كندا في أغسطس 1998 بجواز سفر هولندي مزور وأخبر ضابط الهجرة الكندي بول كيبا أنه فر من حزب الله إلى ألمانيا ليأتي إلى كندا لطلب اللجوء.
استقر في إدمونتون في ولاية ألبرتا تحت لقب كاذب وهو رهين وحصل على الضمان الاجتماعي وبطاقات مصرفية مسجلة لهويته المزيفة قبل أن يتم التعرف على بصمته بأنه كان يهرب من ألمانيا بسبب اتهامه بتهريب المخدرات والاتجار بالأسلحة النارية. ألقي القبض عليه من قبل شرطة الخيالة الملكية الكندية في العام التالي ولكن أفرج عنه بكفالة 7500 دولار أمريكي في عام 2002.